# Rüschegg
Rüschegg là một đô thị trong huyện Bern-Mittelland, bang Bern, Thụy Sĩ. Đô thị này có diện tích 57,3 km2 ,dân số thời điểm tháng 12 năm 2020 là 1697 người.